# مقتل حياة بلوش
مقتل حياة بلوش كان طالبًا في علم وظائف الأعضاء في جامعة كراتشي من بلوشستان باكستان. قُتل في 13 أغسطس 2020 على يد جندي من فرونتير فيلق، وهي قوة شبه عسكرية في باكستان بعد انفجار قنبلة.
تم التعرف على الجندي المتهم بأنه شادي الله واعتقل في 20 أغسطس 2020. اعترف المتهم لاحقًا بجرائمه وحكم عليه بالإعدام من قبل محكمة محلية في منطقة تربت في 20 يناير 2021. وعبرت أسرة حياة عن ارتياحها للحكم الذي أصدرته المحكمة.

## الحادثة
في 13 أغسطس استهدفت سيارة تابعة لفريق إف سي بعبوة ناسفة في سوق بالوتشي على طريق أبسار، مما أدى إلى إصابة ثلاثة من جنود نادي إف سي. في أعقاب الانفجار بدأ أفراد الأمن عملية بحث في المنطقة وأثناء العملية ألقى جندي من نادي إف سي يدعى شادي الله القبض على حياة بلوش وقتله بعد أن ربط يديه بظهره. كان حياة يعمل في الحديقة القريبة من موقع الانفجار. لذلك اشتبه الجندي في نادي إف سي أن حياة كانت مسؤولة عن الهجوم على مركبتهم.
في أعقاب الحادث تغلب جندي آخر تابع للنادي في المنطقة على شادي الله ونزع سلاحه على الفور.

## التفاعل
أصدرت الوزيرة الاتحادية لحقوق الإنسان شيرين مزاري بيانًا في الجمعية الوطنية الباكستانية نددت بالحادث.
المفتش العام للجنوب ذهب إلى منزل المتوفى للتعبير عن حزنه على الحادث.

## الإسجابة
بتاريخ 20 أغسطس 2020 تم القبض على الجندي المسؤول عن الهجوم على حياة حياة. اعترف جندي إف سي المتهم في وقت لاحق بجريمته وحكم عليه بالإعدام في 21 يناير 2021 من قبل محكمة محلية في منطقة تربت.
عبرت عائلة حياة عن ارتياحها للحكم. قال عم حياة حكيم بلوش إنه راضٍ تمامًا عن الحكم وأن المحكمة أنصفتهم.